# Konradskirche (Esthal)
Die Kirche St. Konrad von Parzham – auch Bruder-Konrad-Kirche genannt – ist die römisch-katholische Kirche der Ortsgemeinde Esthal. Sie steht unter Denkmalschutz.

## Lage
Die Kirche befindet sich in der Ortsmitte in der Kirchstraße.

## Geschichte
Die Kirche wurde in den Jahren 1933 und 1934 nach Plänen der Architekten Schönwetter und Schaltenbrand (Neustadt) erbaut, die wiederum von Albert Boßlet beeinflusst wurden. Das Weihedatum war der 23. September 1934. Ihr Schiff schließt an die barocke Vorgängerkirche St. Katharina an. 

## Ausstattung
Die Fenster und die Chorausstattung stammen hauptsächlich von Günter Zeuner. Im barocken Teil der Kirche befindet sich ein klassizistischer Hochaltar von Bernhard Würschmitt um 1830.